# Art of Illusion
Pour les articles homonymes, voir AOI.
Art of Illusion (AOI) est un logiciel de modélisation 3D, d'animation et de rendu en synthèse d'image par lancer de rayon distribué sous licence publique générale GNU. Il est développé en Java depuis avril 1999 par Peter Eastman, et nécessite donc l'installation préalable d'une machine virtuelle Java.
Le logiciel fonctionne sur Mac OS X, Windows, Linux et UNIX.

#### En anglais
- (en) Site officiel
- (en) Collection de scripts et plugins disponibles pour AOI

#### En français
- (fr) Un début d'introduction à suivre...
- (fr)[PDF] Manuel en français sur freegraphic.fr
  - (fr) Tutoriels en français ainsi que la traduction d'animation d'une main, sablier, tournevis, etc
  - (fr)[PDF] Art of Illusion 2.0 : quand Java fait de la très bonne 3D
  - (fr)[PDF] Art of Illusion : rencontre avec son créateur
  - (fr)[PDF] Art of Illusion : l'art de la procédure
  - (fr)[PDF] Art of Illusion : le PolyMesh Editor par l'exemple